# Lijst van voetbalinterlands België - Joegoslavië (vrouwen)
Deze lijst van voetbalinterlands is een overzicht van alle officiële voetbalinterlands tussen de nationale vrouwenteams van België en Joegoslavië. De landen hebben drie keer tegen elkaar gespeeld.

## Wedstrijden
| № | Plaats   | Datum             | Competitie           | Wedstrijd            | Uitslag |
| - | -------- | ----------------- | -------------------- | -------------------- | ------- |
| 1 | Pescara  | 4 augustus 1978   | Vriendschappelijk    | België − Joegoslavië | 1 − 0   |
| 2 | Belgrado | 13 september 1998 | WK 1999 kwalificatie | Joegoslavië − België | 3 − 0   |
| 3 | Leuven   | 10 oktober 1998   | WK 1999 kwalificatie | België − Joegoslavië | 1 − 1   |

## Samenvatting
| Competitie        | Totaal gespeeld | Winst België | Gelijk | Winst Joegoslavië | Doelsaldo België – Joegoslavië |
| ----------------- | --------------- | ------------ | ------ | ----------------- | ------------------------------ |
| EK-kwalificatie   | 2               | 0            | 1      | 1                 | 1 − 4                          |
| Vriendschappelijk | 1               | 1            | 0      | 0                 | 1 − 0                          |
| Totaal            | 3               | 1            | 1      | 1                 | 2 − 4                          |